# Oud-Beijerland
Oud-Beijerland är en historisk kommun i provinsen Zuid-Holland i Nederländerna. Kommunens totala area är 19,61 km² (där 0,85 km² är vatten) och invånarantalet var 23 797 år 2004.

## Kända personer från Oud-Beijerland
- Ria Visser (1961–), skridskoåkare